# 桃太郎電鉄2010 戦国・維新のヒーロー大集合!の巻
『桃太郎電鉄2010 戦国・維新のヒーロー大集合!の巻』（ももたろうでんてつにせんじゅう せんごく・いしんのヒーローだいしゅうごうのまき）は2009年11月26日にハドソンから発売されたWii用ボードゲームで桃太郎電鉄シリーズの第19作目である。

## 概要
据置型ゲーム機の桃太郎電鉄シリーズとしては『16』以来約3年ぶりの新作。Wii版としては『16』の移植版以来2年ぶりとなる。また、シリーズで初めてタイトルに西暦表記を採用した作品。当初は前作『20周年』のグレードアップ移植版として開発が始まったが、追加要素が多くなったため、新作として発売することになった 経緯がある。
オープニングムービーで銚子電気鉄道にて運行されていた「桃太郎電鉄 ラッピング車両」の運行の様子が収録されている。
「はじめてでも夢中になれる!」をキャッチフレーズにCMイメージキャラクターは5年ぶりに一新され、ケンドーコバヤシと山本梓が起用された。また、後の2011年1月20日に、みんなのおすすめセレクションとして本作の廉価版が発売された。
2012年に株式会社ハドソンはKDEに吸収合併されたため、本作はハドソンから発売された最後の据置機向けシリーズタイトルとなった。
また本作は土居孝幸がすべてのキャラクターのデザインを手掛けた最後の家庭用据置機シリーズタイトルとなっている。土居の降板に伴い、月初めのカレンダーの新作イラストも本作が最後となった。
なお本作は、池毅が作曲を担当した最後の家庭用据置機向けタイトルでもある。

## ゲームモード
ひとりで桃鉄
1人でCOMキャラ2人と対戦する1人用のモード。以下の3つのゲームで対戦が可能。
いつもの桃鉄
1-100年の中から設定した年数をプレイして総資産を競うモード。
桃鉄10年トライアル!
COMキャラのあしゅら・風神を相手に10年プレイして総資産の全国ランキングに挑戦するモード。ゲームの成績はニンテンドーWi-Fiコネクションで送信し、ランキングに登録することができる。『16』(Wii版・Xbox 360版のみ)から引き続き搭載。
桃鉄3年決戦!
3年プレイして総資産を競うモード。初めから1億円と「急行周遊カード」「ぶっとびカード」を1枚ずつ持ってゲームが開始し、「いつもの桃鉄」とはゲームバランスが一部異なっている。

みんなで桃鉄
2-4人用のモード。以下の3つのモードで対戦が可能。なお、人間1人でCOMキャラ3人と対戦したい場合は、このモードでゲームを開始し、ゲーム中の「その他」コマンドでプレイヤーの設定を変更する必要がある。
いつもの桃鉄、桃鉄3年決戦!
上記と同内容のルールで2-4人で対戦する。
Wi-Fiで対戦!
ニンテンドーWi-Fiコネクションに接続して、遠くにいるプレイヤーやフレンドとオンラインで対戦するモード。見知らぬプレイヤーとは「桃鉄3年決戦!」のみで、フレンド同士だと「いつもの桃鉄」（最大100年）と「桃鉄3年決戦!」で対戦が可能。フレンドとの対戦では1台のWiiで3人まで登録できる。

## 前作からの変更点
- 本作と『タッグマッチ』『WORLD(DS)』では、タイトルのロゴデザインが従来の江戸文字勘亭流から丸ゴシック体に一新された。結果的に、本作はタイトルロゴに丸ゴシック体が採用された唯一の据置機向けタイトルとなっている。
- 本作からメッセージのフォントも丸ゴシック体に変更された[注釈 8]。
- Wii版のシリーズ作品としては初の、クラシックコントローラが使用可能となった。さらに、クラシックコントローラPROやゲームキューブコントローラも使用できるが、ヌンチャクは使用できない。
- 『20周年』で採用されたWi-Fi対戦を、据置型ゲーム機のシリーズでは初めて採用した。
- オンライン対戦中に会話が可能な「Wiiスピーク」がシリーズで唯一採用された[注釈 9]。
- 目的地となる候補の駅に「ぶっとび駅」と「宝くじ駅」が追加された。
- 歴史ヒーローは、戦国・維新時代に活躍した人物が8人増加。前作の「水戸拷問」が削除され、計27人になった。また、「源義経」の出現対象駅が平泉から京都に変更された。
- 本作のゲストボンビーは、「エアプレンボンビー」と「バクレツボンビー」。
- 本作より、「桃鉄3年決戦!」で初めから「急行周遊カード」1枚に加えて「ぶっとびカード」1枚を持った状態でスタートする。
- 持ち金の上限である99兆9999億9990万円を超えた分の収入は、「予定納税として国に納める」という設定が追加された[注釈 10]。
- COM（コンピュータ）キャラに「天邪鬼」（あまのじゃく）と「黄鬼」（きき）が追加され、最初から選択できるCOMキャラの人数が過去最高の12人になった[注釈 11]。
- COMキャラがカードを売買する時のメッセージが前作よりさらに省略され、リスト表は表示されず「○○は××カードを手に入れた（売った）!」というウインドウのみ表示[注釈 12]。
- 路線の標示が『16』同様に地形図においてJR路線を表す白黒の線ではなく、線路に再変更された。
- 『DS』『20周年』で廃止されていた月初めのカレンダーイラスト表示が復活した（カレンダーイラストの表示は『16』以来）。また本作はカレンダーイラストが表示される最後の据置機向けタイトルとなっている。
- 鉄道購入システムが復活し、マップに「鉄道省駅」が設置されている。ただし、本作では相手プレイヤーが所有する鉄道を乗っ取るには、「10倍乗っ取り」システムを使うしかない。なお、『DS』で物件の「増資」システムが廃止されているため、鉄道の「増資」も不可能になっている。また、乗っ取れるようになる年数が61年目以降に変更された。
- マップの広さ・物件数が前作の約1.5倍になった。本作で登場する「物件駅」は248駅（36駅増）、物件総数は1722件（534件増）[注釈 13]。
  - 本作で、全ての都道府県庁所在地に物件駅が登場した。
  - 物件大幅増加に伴い、物件や鉄道の価格が全体的に上がっており、特に「桃太郎ランド」は10兆円に値上げされている[注釈 14]。
  - 駅によっては、1駅あたりの物件数が大幅に増加している。
- 独占によりマップ上の駅名の看板がプレイヤーの色になるシステムが復活した。ただし、物件の「増資」が『DS』から廃止されているため、1つの「物件駅」を独占するだけで、その駅と看板の色が両方同時に変化する。
  - 「鉄道省駅」も独占することで看板の色が同様に変化し、所有しているすべての路線の収益率が5%ずつアップする。
- 「みらい超特急」が復活。ルートは『16(GOLD)』（Xbox 360版）と同じ小樽 - 博多間。
- 大阪にも大阪環状線を形成するルートが新たに追加された。これにより、「物件駅」に鶴橋・天王寺および大阪環状線から分かれる形で新設されたなんばが加わった一方、従来は環状線の一部と関西本線で繋がっていた大阪と奈良が分断された[注釈 15]。
- 新たな空港駅として愛知空港が登場する[注釈 16]。
- 「桃鉄10年トライアル!」で中断セーブが出来るようになった[注釈 17]。
- 「スリの銀次の当たり年」以外でも、「プラス駅」でスリの銀次が出現するようになった[注釈 18]。ただし当たり年でも、「物件駅」「急行駅」「3カード駅」「銀河駅」などにはスリの銀次は登場しない。
- 『V』同様に、設定で決算画面を省略できるようになった。
- 上位のボンビーが出現すると地上の風景が変化する演出は、そのボンビーがついているプレイヤーが「銀河鉄道」マップにいると発生しなくなった[注釈 19]。
- 「ボンビラス駅」の効果が変更された。止まると本来通り所持金が減るスロットに加えて、さらに「副賞」として損害系カードを必ず1枚引かされるスロットが出現する[注釈 20]。
- ヘリコプターや「エアプレンボンビー」の悪行で到着した駅も「全駅踏破」の対象としてカウントされる。
- 借金が極端に多くなると、公的資金注入という形で借金が帳消しになり、さらに年数に応じて100億円 - 1000億円がもらえるイベントが発生することがある。

### イベントの変更点
- 「里見八犬伝」イベントで「八徳の玉」を揃えると、次に館山が目的地になるまで発生しなくなった。また、1人2回以上達成しても到着金のさらなる増額はないが、副賞として「3つの願いカード」がもらえる。
- 『G』以来、「ドジラース」が復活。今作では「モモトラマン」が登場しないので被害を防げない。また、大きな変更点として、これまでの作品では「駅の破壊」は「物件の所有権の消失」に過ぎなかったが、今回のドジラースが破壊するのは「駅そのもの」であり、破壊された駅は約1年間通行不能となる[注釈 21]。ターゲットは必ず現在の目的地で[注釈 22]、破壊されると目的地が到着不可能となり（銀河鉄道のゴール時点も一時的に封鎖されて、「目的地カード」も使えなくなる）、貧乏神も一時的にいなくなる。
- 人間のプレイヤーにときおり、4択の「日本一クイズ」が出題される[注釈 23]。正解すれば年数に応じた賞金がもらえ、不正解でも罰金はない[注釈 24]。
- 紅葉前線のイベントがあり、その都市を所有しているプレイヤーには臨時収入が発生する。
- スギ花粉のイベントが発生することがあり、3月から5月までプレイヤー全員のサイコロの出目が「1～3」しか出ない確率が高くなる。
- 64年目以降、突発的に大地震が起こることがある。地震が起こると、一帯の物件を所有しているプレイヤーは多額の被害を受ける。災害としての大規模な地震は『III』の「大地震カード」以来だが、それとは異なり物件の所有権は消滅しない。
- 特定の都市を独占すると、集中豪雨により物件が被害を受けるイベントが発生することがある。
- 電車伝助でサイコロ移動後、まれにカードをもらえることがある。
- 『16』で登場した種子島宇宙センターと月面マップは登場しない。
- 佐世保の通信販売会社を所有していると通販の誘いが来て、「桃太郎ランド」を除く物件を10回払い・1割引で購入することができ、粗品としてカードを1枚もらえる。「クレジットカード」と同様に最後の年にはこのイベントは発生しない。
- すべてのプロ野球チームの物件を1人で所有すると、ワールド・ベースボール・クラシック （WBC） のパロディ「ワールド・ピーチ・クラシック 」（WPC）のイベントが発生し、日本代表チーム「桃太郎ジャパン」が世界に挑む。優勝すると多額の賞金が入るが、負けると損害が出てしまう。

### カードの変更点
- 登場するカードの総数は過去最高の152種類[注釈 25]。
- カードが再び「急行系」「便利系」の2つに分類されるようになり、『16』同様に急行系5枚＋便利系8枚＝合計13枚まで持てるようになった。なおカード袋の分類がなされている据置機向けタイトルは本作が最後となっている[注釈 26]。（シリーズ全体としては『タッグマッチ』が最後）
- 新登場のマスとして「カードバンク駅」「3カード駅」がある。
- 「いつもの桃鉄」32年目と64年目に、全国の「カード売り場駅」の品揃えが変わる。32年目では大網駅・佐久間駅・指宿駅で「新幹線周遊カード」が販売し始め、64年目では全国の売り場のラインナップが一新する。
- 「リニアカード」が『16』同様の「サイコロ8個をふって出た目の合計進む」効果になった。
- 「徳政令カード」の「カード売り場駅」での販売価格が無料（0円）になった。
- 旧作の「ポイントカード」がコマンドの「お楽しみ」枠に「ポイント」として固定されたため、「カード売り場駅」でカードを買うと必ずポイントを貯められるようになった[注釈 27]。ポイント還元率は15%で、末尾に「0」のつく年は25%になる。ただし、ポイントが使用できるのはカードを買った翌月以降。
- 使ってもターンが終了しないカードは、そのカードの説明文の末尾に「◎」が付くようになった。
  - 「バキュームカード」など、これまでの作品では使うとターンが終了したが、本作より使ってもターンが終了しなくなったカードがある。
- 「ダビングカード」「徳政令カード」「イエローカード」などを使うと、「ご愛願キャンペーン」によりターンが終了しない場合がある。
- 「デビル派遣カード」の効果が一部変更された。相手のカード袋が空いていない時でも使用でき、相手が持っている他のカードをデビル系カードに変身させることも可能になった。
- 「すずめの涙カード」を使うと手持ちの「時限爆弾カード」を消せるようになった。
- 「銀河鉄道カード」を使うと、「銀河鉄道」マップのスタート地点に到着した瞬間から持ち金を増やせる[注釈 28]。
- 本作のラリーカードは「駅舎ラリーカード」であり、このカードを入手するとコマンドの「お楽しみ」枠に入る。
  - 美瑛駅、函館駅、木造駅（五所川原駅の左横の青マス）、深谷駅、宇治山田駅（伊勢駅）、門司港駅、田主丸駅（久留米駅と日田駅の間の黄カードマス）、嘉例川駅（人吉駅の2つ下の青マス）

## COMキャラクター
名前の ( ) 内はゲーム内での名義。桃鉄10年トライアル!は風神とあしゅらのみ。
あまのじゃく（アマノ）
階級は無段で、基本的に初心者向き。本人が汽車の代わりにマップを歩くため、目的地到着時の演出が特殊なものになっている。いい加減な性格で、目的地を長期間無視するなどゲームの基本に則らない行動も起こす。
「金は天下の回り者」といい、他のプレイヤーから毎月ランダムに1人選んでごく小額を集金するが、他のプレイヤーに重なられると所持金・カード・物件のどれかをランダムで奪われる弱点もある。ときおり、自分以外のプレイヤーの名前を勝手に変えてしまうことがある。
絶好調になると、最初の月に地上にいる他のプレイヤー全員を海上のマスに飛ばす。相手のターンの時に、全ての「プラス駅・マイナス駅・カード駅・ナイスカード駅・スーパーカード駅・3カード駅・急行駅」を「0駅・?駅・ぶっとび駅・ブラック駅」のいずれかに変えてしまう。さらに、年数に応じてサイコロが2～3個に増える。
発祥地は長岡。
まめ鬼（まめオニ）
階級は初段、初心者向き。サイコロをふっても1-3しか出ない。また、カードは入手してもほとんど使わず、物件購入もいい加減。
絶好調になるとサイコロの出目が1-6になり、他のプレイヤーに手持ちのカードを配ることがある。
発祥地は小田原。
赤鬼（あかオニ）
階級は二段、初心者向き。弱いが「ふういんカード」を使うことがある。
絶好調自体は存在するが、特に何も変わらない。
発祥地は館山。
むじゃ鬼（むじゃき）
階級は三段、初心者向き。うんちが大好き。
絶好調になると、「うんち」コマンドが追加されるほか、自身に「うんち突入カード」の効果を付与し、うんちがあるマスを通行できるようにする。また、他のプレイヤー全員の便利系カードを1枚うんち系カードに変化させてしまうことがある。これらの攻撃を行ってもターンが終了しない。なお、彼が絶好調の間は「うんち禁止カード」は使用できない。
発祥地は小倉。
黄鬼（キキ）
階級は四段、初心者～中級者向き。頭はあまりよくないが、カードを使っても消えないうえ、「ラストデビルカード」「時限爆弾カード」を除く損害系カードは入手直後に消去する。
絶好調になるとサイコロの数が増え、自分が持っているカードを他のプレイヤーに配ることがある。下位のプレイヤーほどもらえる確率が高い。
発祥地は登米。
馬鬼（うまオニ）
階級は五段、中級者向き。「プラス駅」と農林物件が大好き。カードはすぐ売る。目的地へは向かうものの、購入可能な農林物件がある駅に停まることが多い。
絶好調になると、所有する農林物件の収益率が10%上昇し、「カード駅」で急行系カードを引きやすくなる。
発祥地は宮崎。
餓鬼（ガキ）
階級は六段、中級者向き。食品物件が大好き。頭はそれほどよくないため決して強いとはいえないが、攻撃系カードを多用するので初心者では勝つのは難しい。目的地へは向かうものの、食品物件が購入可能な駅、または「カード駅」に停まることが多い。
ときおり、他のプレイヤーが持っている食品物件を食べて所有権を白紙にしてしまうこともある。
絶好調になると、年数に応じてサイコロが2～4個になり、攻撃系カードの命中率が3倍になり、彼が所有する食品物件の評判が上昇する。
このキャラクターに限り、絶好調以外の特殊状態も存在する。
パーフェクト
絶好調時に「パーフェクト」状態になることがある。サイコロは同様に2～4個になり、食品物件の評判がさらに上がり、攻撃系カードは必中になるほか、「パーフェクト」状態の間は本人以外のプレイヤーは食品物件を一切買えなくなる。
スランプ
発動時のモーションは絶好調の時と同じ。サイコロが1～3しか出なくなり、攻撃系カードの命中率が極端に低くなる。「スランプ」中は黒い星が汽車につく。

発祥地は大阪。
妖鬼妃（ようきひ）
階級は七段、中級者向き。
絶好調になると、毎ターン開始時に他のプレイヤー1人に「妖しい踊り（毎ターンカードを1枚落とさせる）」・「妖しい目つき（眠らせる）」・「妖しい炎（桃太郎ランド以外の物件1つの所有権を消す）」のどれかの攻撃を行う。なお、他のCOMキャラのようにサイコロの数は増えない。
発祥地は秋田。
風神（ふうじん）
階級は八段、中級者～上級者向き。ぶっとび系カードが大好き。「カード駅」によく止まり、物件は買えるだけ買う。普通の強さではあるが、攻撃系カードは積極的に使用し、カードも比較的上手に使うので、それなりの実力が無いと勝つのは難しい。
絶好調になると、年数に応じてサイコロが2～4個に増えるほか、「ぶっとび」コマンドや「シャッフルコマンド」が追加されるうえ、「ぶっとび」コマンドを使うと極端に目的地に入りやすくなる。また、本人以外が持っているぶっとび系カードを全て消去することもある。
発祥地は八戸。
あしゅら
階級は九段、上級者向き。貧乏神が大嫌いであるため、目的地よりも貧乏神を他のプレイヤーになすりつけることを優先する。総合力が高く、相当強くないと勝つのは難しいといえる。
卑怯なことを好まないため、攻撃系カードは使用しない。また、一匹狼の性格から歴史ヒーローの加勢や「忍者のっとりクン」の支援は基本的に断るので、付け入る隙も多い。また、絶好調時の「えんま」の絶好調誘発の呼びかけにも応じない。
攻撃系カードを使わないこと以外は基本行動・物件購入・ワープ駅使用については「風神」と同じ。
絶好調になると、まず「武器よさらばカード」を入手する。さらに「三面六臂（さんめんろっぴ）」の能力によりサイコロが2つに増え、1ターンに3回行動するようになる。また、近くに貧乏神をつけたほかのプレイヤーがいると、吹き飛ばして遠くに追い払うこともある。
発祥地は奈良。
えんま（エンマ）
階級は名人、上級者〜かなりの上級者向き。標準的な性格だが総合力が高いため、「あしゅら」同様、相当の実力がないと勝つのは難しい。
「あしゅら」と同じく貧乏神を嫌い、対策も欠かさない。カード使用については進行系・便利系を問わず効率よく使用し、物件は予算と利益を計算して合理的な買い方をする。また、鬼族の大王様ということで、自分が借金を抱えていない状態でも「徳政令カード」を使用することがある。
絶好調になると、まず「ふういんカード」を入手し、さらに鬼たちからのお祝い金と称して臨時収入を得る。また、年数に応じてサイコロの数が4～6個に増加するほか、「あしゅら」を除く他のCOMキャラも絶好調にすることがある。
発祥地は別府。
さくま
階級は鉄人、かなりの上級者向き。最強のCOMキャラで、確率に左右される場面でいい出目を引き当てやすい。貧乏神対策やカード攻撃も積極的に行い、物件購入や行動、ワープ駅使用などについては「えんま」と同じ。
物件駅に停まると、「桃太郎ランド」を除く他人の物件1つを3倍の価格で強制買収することがある。買収に使用された資金は相手のプレイヤーに渡る。
絶好調になると、まず「マイナス駅」が全て「プラス駅」になり、ラッキー運が急上昇し、年数に応じてサイコロが6～8個に増える。また、「プラス駅」の収入が通常の5倍になるほか、ほとんどのカードによる攻撃を受けつけなくなる。また、絶好調自体の期間がかなり長い。
COMキャラが全員「さくま」の時は全員同時に絶好調になることもある。
発祥地は京都。

## ボンビー
以下は全て、PSP版『タッグマッチ』にも登場している。

### レギュラーで登場
貧乏神
- 新悪行
  - 省エネと称し、しばらくの間サイコロの出目を1か2しか出ない状態にする。この悪行はサイコロをふる場面ならどんなときにも効力があり、移動時のサイコロだけでなく、イベントで振るサイコロやキングボンビーの悪行にも影響する。
  - プレイヤーがいるマスにうんちを落とす。
  - 4択の地図記号クイズを出題する。間違えた場合は罰金を取られる。

キングボンビー
今作から「3、2、1、GO!」の変身時にキングボンビーの顔がズームする演出が採用された。
- 新悪行
  - 便利系カード欄を「…に行け!カード」で埋めつくす。
  - 1種類のカードをキングボンビーが大量に買ってくる。サイコロ5個を振って出た目の合計と同じ枚数だけそのカードを購入し、カード欄に入るだけ手に入るが、代金は全てプレイヤーが支払う。
  - 「カード売り場駅」でためたポイントを0にする。
  - サイコロ10個振りの悪行が、まれにサイコロ30個振りになることがある。

ミニボンビー
- 毎月少額のおこづかいをプレイヤーから奪う。
- まれに急行系カードを拾ってくることがある。

ボンビー・モンキー
- 最初の月に借金がある場合、借金を帳消しにし、「ラストデビルカード」以外の手持ちの損害系カードを全て消してくれる。
- 毎月3枚のカードのうち好きなカードを1枚くれる。

ハリケーンボンビー
毎ターン終了時に竜巻を起こし、とりついているプレイヤーが所有する物件を一度に数件吹き飛ばす。画面内にいる他のプレイヤーも巻き添えで物件を吹き飛ばされ、吹き飛ばされた物件は誰も所有していない状態になる。ただし、「プロテクトカード」でプロテクトしている物件や「桃太郎ランド」は攻撃の優先順位が低い。

### ゲストボンビー
エアプレンボンビー
とりついたプレイヤーを目的地を除くどこかの物件駅に飛ばし、動いたマス数に応じたお金を「航空運賃」として奪う。ただし、宇宙ではプロペラが動かないため、「銀河鉄道」にいるときは悪行を行わない。
バクレツボンビー
「いつもの桃鉄」では16年目以降に登場する。とりつかれてから通算9マス以上移動すると停止した場所で爆発を起こし、とりつかれているプレイヤーは持っていたカードを全て失い、本人を含めた5マス以内にいる全プレイヤーは多額の列車の修理代を払わされる。1度爆発するか、しばらく経つと貧乏神にもどる。
「ヘリコプターで移動するカード」（「ぶっとびカード」や「ぶっとび周遊カード」など）や「ぶっとび駅」を使った場合は移動したマス数としてカウントされるが、「ワープして飛ぶカード」（テレポートカードやサミットカードなど）や「ワープ駅」は使用しても移動した数にはカウントされない。なお、他のプレイヤーになすりつけると、それまでの移動数はリセットされる。
歴史ヒーローの高杉晋作（目的地に接近）・坂本竜馬（超高速船）・武田信玄（目的地から遠ざかる）による移動でもカウントされるが、源義経（八艘飛び）・大久保利通（廃藩置県）での移動はカウントされない。
また、急行系カードやぶっとび系のカードなどの、9マス以上進んでしまう可能性があるカードを使おうとした場合は、他の社長になすりつけられる確証があるかどうかの確認メッセージを秘書が告知してくれる。

## 本作初登場の楽曲
関口和之作曲
- 早春の散歩道（「いつもの桃鉄」マップ曲）
- 怪人二十一休さんのうた
- 天邪鬼は有頂天！

池毅作曲
- 痛快のエアプレンボンビー
- 驚愕のバクレツボンビー
- 朝日のあたる街（「桃鉄3年決戦!」マップ曲）
- 持ち金2倍マンのテーマ
- 東北三大祭り
- 黄鬼一発！
- 色づく街角

### エンディングテーマ
- 星を降る空を探して
  - 歌：テツandトモ、作詞：小室みつ子、作曲：関口和之、編曲：山路敦司

## その他
- タイトルは「2010」と称しているが、実際にソフトが販売された年は2009年である。それに倣って、2011年12月に『桃太郎電鉄2012（仮）』を発売する予定だったが、東北地方太平洋沖地震（東日本大震災）の影響で製作中止になった[6]。その後、2016年に任天堂から『桃太郎電鉄2017 たちあがれ日本!!』が発売された。
- 虫メガネでマップ上の天草付近の温泉イラストを調べると、天草下田温泉の女湯を覗くことが出来る。ただし、CERO規制のため、イラストの色気は控えめになっている。
- 「ファイト一発カード」が発動した時の叫び声は、コンマニセンチの2人（竹永善隆・堀内貴司、2017年に解散）が担当している。
- 天王寺の物件「ヨーグルトケーキ屋」は、ボン溝黒（元カナリア、現：ボンざわーるど）の実家で営んでいる「洋菓子ボストン」（大阪市阿倍野区）がモデル[注釈 41]。さくま曰く、ヨーグルトケーキ屋を物件として登場させるために天王寺を物件駅に採用したという[7]。
- 2016年2月25日放送の『雨上がり決死隊のトーク番組 アメトーーク!』で、桃太郎電鉄シリーズが特集された回「桃太郎電鉄芸人」が放送され、本作をメインにシリーズの特徴が紹介された。
- 日本プロ麻雀連盟所属の佐々木寿人の好きなゲームである[8]。

## 関連書籍
- 旨いべさ! 桃鉄ごはん B級グルメ旅 北海道 東北編 - ISBN 978-4-7730-9987-4
- 旨いでぇ! 桃鉄ごはん B級グルメ旅 北陸・関東・中部・近畿・海外編 - ISBN 978-4-7730-9991-1
- 旨かばい! 桃鉄ごはん B級グルメ旅 中国・四国・九州・沖縄編 - ISBN 978-4-7730-9992-8
  - いずれも笠倉出版社から発行・発売、さくまあきら監修の下、桃鉄グルメ研究会より著作された。本作に登場する食品物件などの実物が掲載されている他、土居孝幸による主要キャラクター（桃太郎・夜叉姫・金太郎・浦島太郎・貧乏神・キングボンビー）の設定資料（三面図・表情集・ポーズ集）や、各地域で販売された桃太郎電鉄グッズ、さくまあきらへのスペシャルインタビューなどが掲載されている。
- 土居孝幸アートワークス DOIN'S
  - 2010年、樹想社発行、銀河出版発売、ISBN 978-4-87777-095-2
  - キャラクターデザインを手掛ける土居孝幸の画集。本作からはメインメニュー原画、カレンダーイラスト原画などが掲載されている。